# David Friedrich Strauß

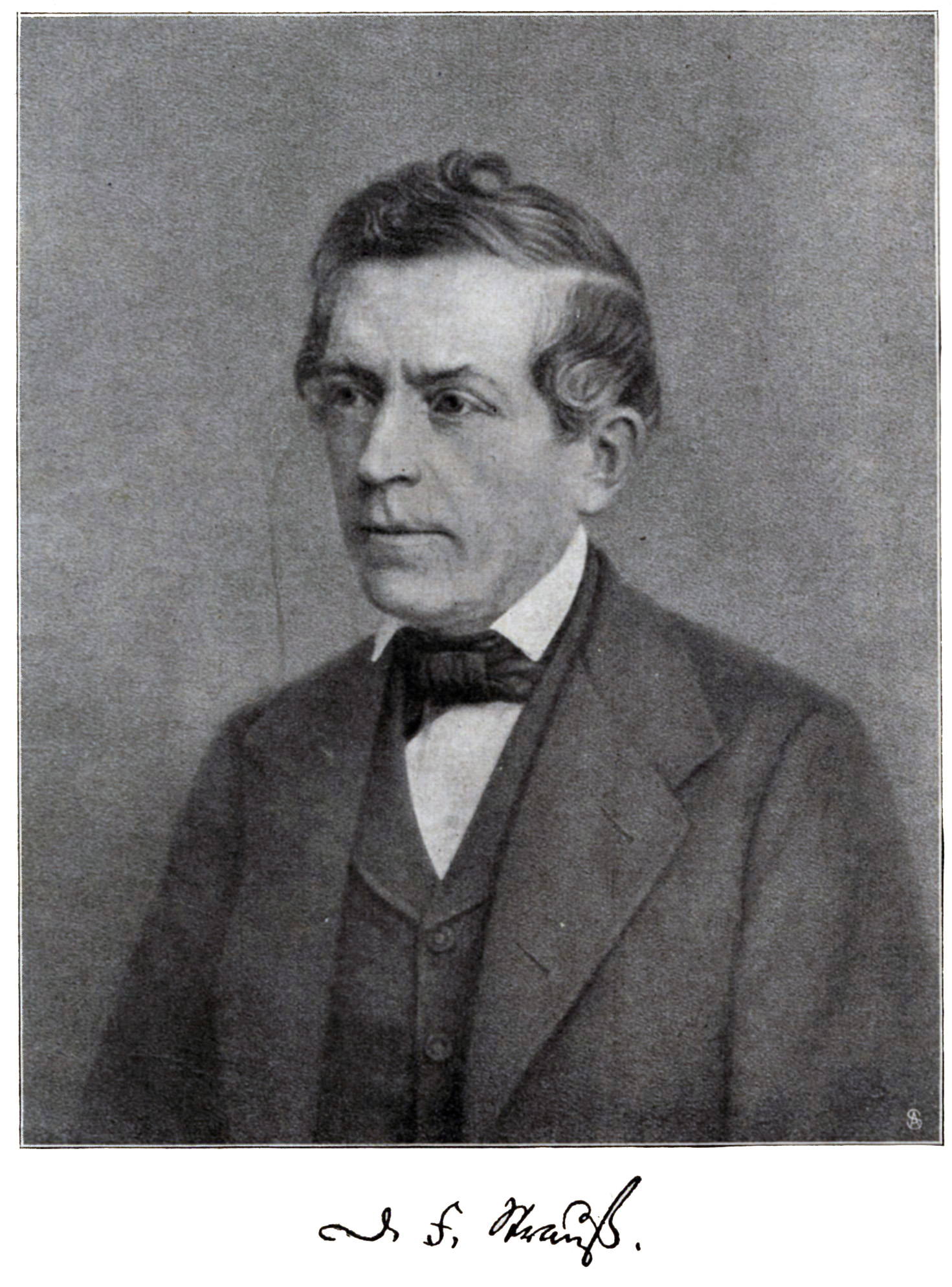
David Friedrich Strauß

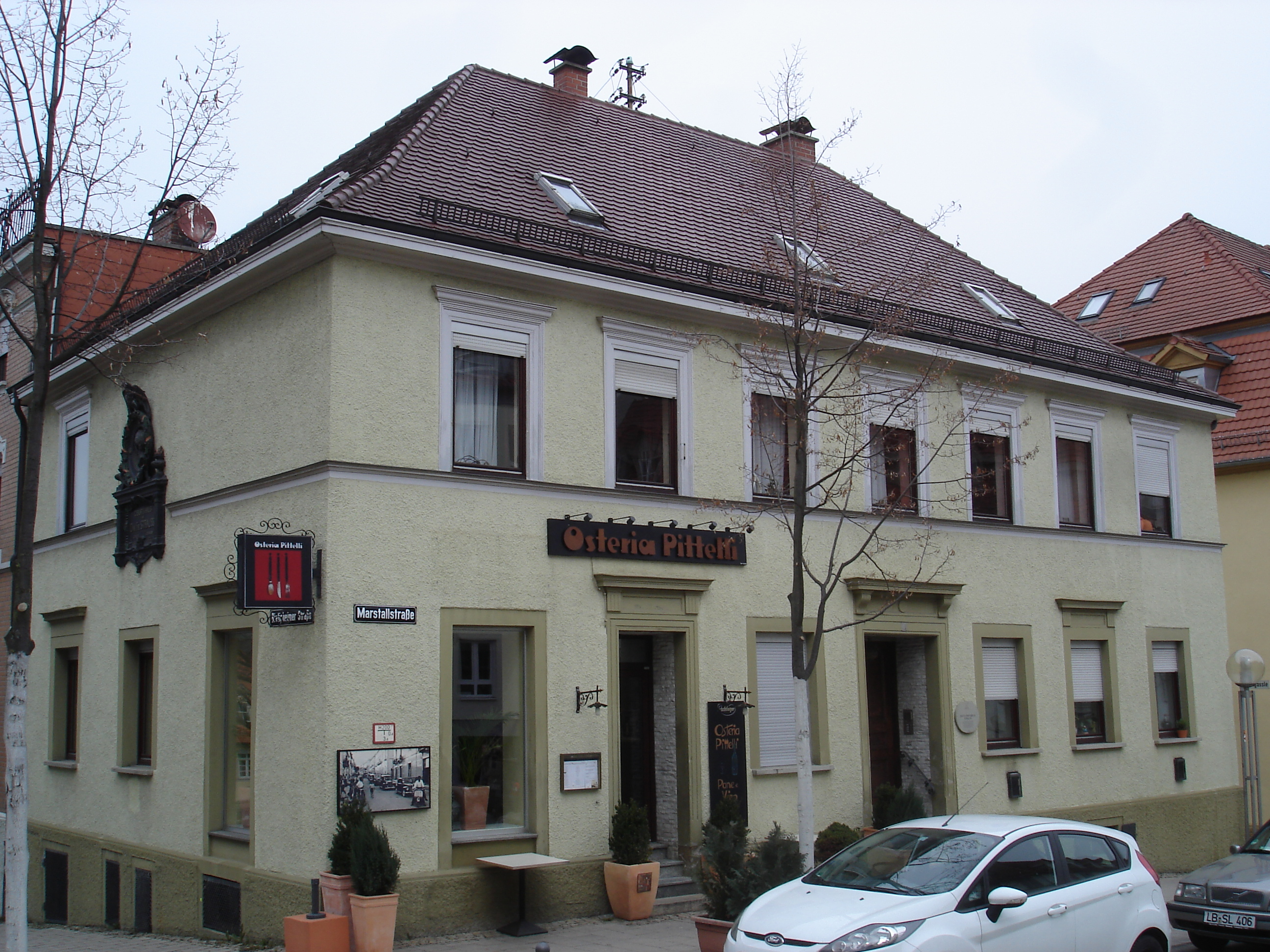
Geburtshaus in Ludwigsburg

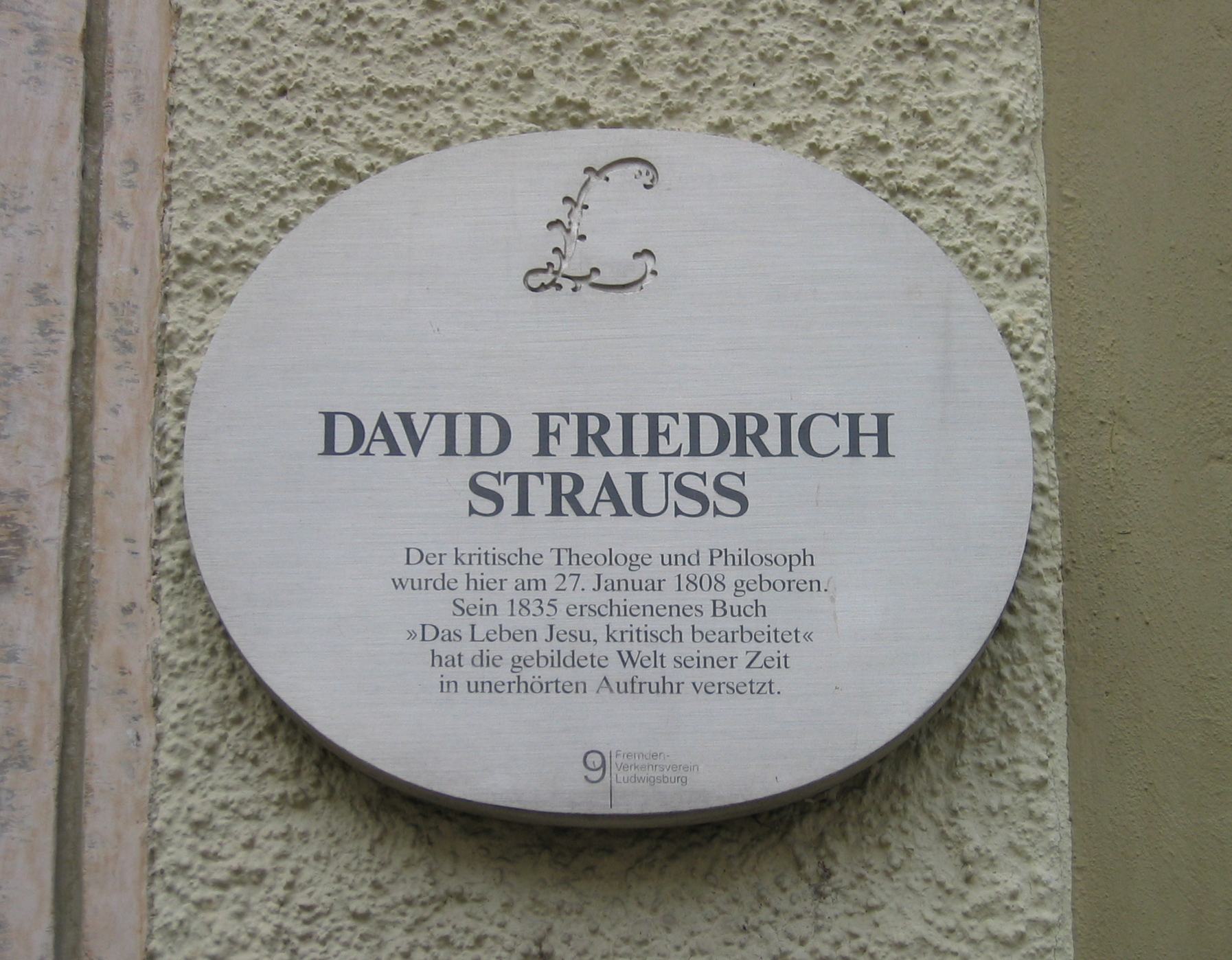
Gedenktafel an Strauß’ Geburtshaus mit Erwähnung des Jesusbuchs

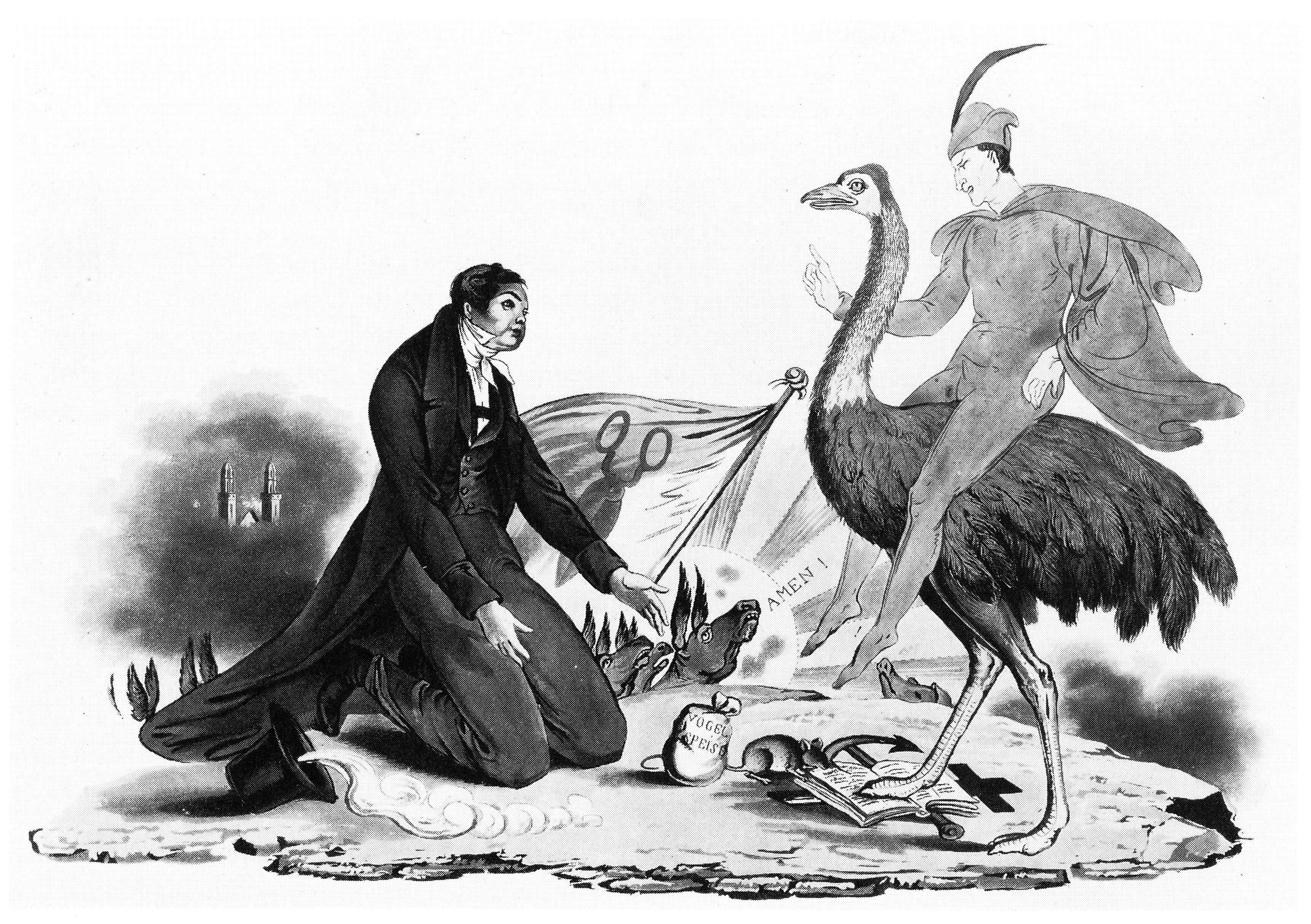
Karikatur auf den sog. Straussenhandel in Zürich 1839

David Friedrich Strauß (* 27. Januar 1808 in Ludwigsburg; † 8. Februar 1874 ebenda) war ein deutscher Schriftsteller, Philosoph und evangelischer Theologe.

## Leben
David Friedrich Strauß besuchte ab 1821 zusammen mit seinem gleichfalls aus Ludwigsburg stammenden Freund Friedrich Theodor Vischer das niedere Seminar (= Gymnasium) in Blaubeuren und studierte ab 1825 Theologie am Evangelischen Stift zu Tübingen. 1830 wurde er Vikar und 1831 Professoratsverweser am Seminar zu Maulbronn; er ging aber noch ein halbes Jahr an die Universität zu Berlin, um Georg Wilhelm Friedrich Hegel und Friedrich Daniel Ernst Schleiermacher zu hören. 1832 wurde er Repetent am Tübinger Stift und hielt zugleich philosophische Vorlesungen an der Universität.

## Das Leben Jesu, kritisch bearbeitet
Damals erregte er durch seine 1835–1836 erschienene Schrift Das Leben Jesu, kritisch bearbeitet Aufsehen. Strauß wandte dort das auf dem Gebiet der Altertumswissenschaften begründete und bereits zur Erklärung alttestamentlicher und einzelner neutestamentlicher Erzählungen benutzte Prinzip des Mythos auch auf den gesamten Inhalt der evangelischen Geschichte an, welche er als Produkt des unbewusst nach Maßgabe des alttestamentlich jüdischen Messiasbildes dichtenden urchristlichen Gemeingeistes deutete. Die inhaltlich Hermann Samuel Reimarus nahestehende Schrift sorgte dennoch für eine ungewöhnliche Kontroverse. Die Erwiderungen bildeten eine eigene Literatur, in der kaum ein theologischer und philosophischer Name von Bedeutung fehlte. Seine Antworten erschienen als Streitschriften (1837).
Auf seiner Unterscheidung zwischen der historischen Person Jesu von Nazareth und dem Christus des Glaubens sollten später Martin Kähler und dann Rudolf Bultmann u. a. aufbauen. Albert Schweitzer würdigte Strauß’ „Leben Jesu“ als wissenschaftliche Weltliteratur: „Über vierzehnhundert Seiten, und kein Satz zuviel.“ Das Buch „machte ihn über Nacht zum berühmten Mann (…) und vernichtete seine Zukunft“.
Für Strauß selbst war seine Deutung erst einmal die konsequente Anwendung der linkshegelianisch verstandenen Philosophie Hegels. So wurde der Gottessohn nicht als einzelner Mensch, sondern als die Idee der Menschheit betrachtet. Auf diese kritische Bestimmung bezog Strauß dann die traditionelle Zweinaturenlehre. Jesus sei der sich seiner Herrlichkeit entäußernde unendliche Geist und der sich seiner Unendlichkeit erinnernde endliche Geist. Unter solcher Voraussetzung konnte Strauß sogar die Lehre von Christi übernatürlicher Geburt, der Auferstehung und Himmelfahrt und auch die Wunder als „ewige Wahrheiten“ gelten lassen.
Auf den Nachweis anhand der Quellen verzichtete Strauß zwar ganz, eröffnete jedoch den Folgenden gerade hier ein neues Feld. Für das Alte Testament wurde die kritische Leben-Jesu-Forschung vor allem von Julius Wellhausen weitergeführt. Strauß kritisierte zunächst vornehmlich die bis dahin vorherrschende Lutherische Orthodoxie bzw. das Neuluthertum, die (wie Ernst Wilhelm Hengstenberg) jede Kritik an den Evangelienberichten als „Betrug“ oder „Geisteskrankheit“ ablehnten – wie es dann Strauß selbst auch widerfahren sollte.
In der Kontroverse um Strauß’ Thesen aus Das Leben Jesu zerfiel der Hegelianismus in zwei Lager, in die Rechts- bzw. Althegelianer, die gegen ihn Stellung bezogen, und die mit ihm sympathisierenden Links- bzw. Junghegelianer. Strauß, auf den diese Unterscheidung zurückgeht, wäre der Linken zuzurechnen gewesen, die dann in den atheistischen Lehren von Ludwig Feuerbachs Materialismus und Bruno Bauers „reiner Kritik“ kulminierte. In deutlicherem Eklektizismus blieb die Rechte, die im Kontext des Werkes von Strauß ihre apologetische Sicht darin fand, die Philosophie Hegels gegen die Vorwürfe der Orthodoxie zu verteidigen. Der zentrale Vorwurf des Pantheismus war jedoch bereits von Hegel selbst erledigt worden.

## Weitere Veröffentlichungen
Strauß selbst, der noch 1835 von seiner Repetentenstelle entfernt worden war und als Professoratsverweser nach Ludwigsburg versetzt wurde, dann jedoch bald in den Privatstand wechselte, entfernte sich im Laufe seines Lebens immer weiter vom Christentum. In Stuttgart entstanden 1839 die Charakteristiken und Kritiken und die Abhandlung Über Vergängliches und Bleibendes im Christentum. Die von einer versöhnlicheren Stimmung geprägt erscheinende 3. Auflage des Lebens Jesu (1838) wurde 1839 in die alte Radikalität zurückgeführt. Der Ruf als Professor der Dogmatik und Kirchengeschichte an die Universität Zürich erregte derart lebhaften Widerspruch, insbesondere beim Antistes Johann Jakob Füssli, dass Strauß noch vor Antritt seiner Stelle mit 1000 Franken Pension in den Ruhestand versetzt werden musste. Als Folge des „Straussenhandels“ wurde im Züriputsch von 1839 die liberale Regierung von Zürich gestürzt.
Sein zweites Hauptwerk Die christliche Glaubenslehre, in ihrer geschichtlichen Entwickelung und im Kampf mit der modernen Wissenschaft dargestellt wurde von 1840 bis 1841 in zwei Bänden veröffentlicht. Es enthält eine scharfe Kritik der einzelnen Dogmen in Form einer geschichtlichen Erörterung ihres Entstehungs- und Auflösungsprozesses. Die entscheidende und vielzitierte These Strauß’ hierbei lautet: „Die wahre Kritik des Dogmas ist seine Geschichte.“

## Ehe mit Agnese Schebest
Am 30. August 1842 heiratete Strauß in Horkheim die Sängerin Agnese Schebest, die er 1836 bei einem Gastspiel in Stuttgart kennengelernt hatte. Sie beendete mit der Heirat ihre erfolgreiche Bühnenkarriere. Das Paar nahm zunächst im ehemaligen Deutschordens-Sommerhaus in Sontheim seinen gemeinsamen Wohnsitz, wo im Mai 1843 eine Tochter geboren wurde. Das Verhältnis der Eheleute war jedoch von Anfang an aufgrund der unterschiedlichen Temperamente problematisch; Strauß nahm daher bereits im Herbst 1843 eine eigene Wohnung im nahen Heilbronn; das Verhältnis zu Schebest dauerte allerdings noch einige Jahre fort; der Ehe entsprang 1845 noch ein Sohn. Um den Jahreswechsel 1846/47 untersagte Strauß der auswärts weilenden Schebest die Rückkehr in die Sontheimer Wohnung, womit die Trennung faktisch vollzogen war. 1848 setzte eine Einigung über die Unterhaltsleistungen für die Kinder der Ehe auch ein juristisches Ende. Im selben Jahr kehrte Strauß ebenfalls Heilbronn den Rücken. In seiner dortigen Zeit waren einige kleine ästhetische und biographische Artikel in den Jahrbüchern der Gegenwart sowie 1847 die kleine Schrift Der Romantiker auf dem Thron der Cäsaren, oder Julian der Abtrünnige entstanden, eine ironische Parallelisierung der Restauration des Heidentums durch Julian und der Restauration der protestantischen Orthodoxie durch den König Friedrich Wilhelm IV. von Preußen.

## Öffentliches Wirken
1848 wurde Strauß von seiner Vaterstadt als Kandidat für das deutsche Parlament aufgestellt, unterlag jedoch. Die Reden, welche er teils bei dieser Gelegenheit, teils vorher in verschiedenen Wahlversammlungen gehalten hatte, erschienen im selben Jahr unter dem Titel Sechs theologisch-politische Volksreden. Als er dann zum Abgeordneten der Stadt Ludwigsburg für den württembergischen Landtag gewählt wurde, zeigte Strauß wider Erwarten eine konservative politische Haltung, die ihm sogar ein Misstrauensvotum seiner Wähler eintrug, woraufhin er im Dezember 1848 sein Mandat niederlegte. Seiner späteren, teils in Heidelberg, München und Darmstadt, teils in Heilbronn (1860 bis 1864 wohnte er dort im Bläß’schen Palais) und Ludwigsburg verbrachten Muße entstammten die durch Gediegenheit der Forschung und durch ihre schöne Darstellung ausgezeichneten biographischen Arbeiten Schubarts Leben in seinen Briefen (1849), Christian Märklin, ein Lebens- und Charakterbild aus der Gegenwart (1851), Leben und Schriften des Dichters und Philologen Nicodemus Frischlin (1856), Ulrich von Hutten (1858) (nebst der Übersetzung von dessen Gesprächen 1860); Herm. Samuel Reimarus (1862); Voltaire, sechs Vorträge (1870) ferner Kleine Schriften biographischen, litteratur- und kunstgeschichtlichen Inhalts (1862), woraus Klopstocks Jugendgeschichte etc. (1878) und der Vortrag Lessings Nathan der Weise (1877) gesondert erschienen.
Eine neue, „für das Volk bearbeitete“ Ausgabe des Lebens Jesu (1864) wurde in mehrere europäische Sprachen übersetzt. Einen Teil der hierauf gegen ihn erneuerten Angriffe wies Strauß in der gegen Schenkel und Hengstenberg gerichteten Schrift Die Halben und die Ganzen (1865) zurück. In diesem Zusammenhang erschien auch Der Christus des Glaubens und der Jesus der Geschichte, eine Kritik des Schleiermacher’schen Lebens Jesu.
In seinem 1872 veröffentlichten Werk Der alte und der neue Glaube vertrat er bereits einen vom Materialismus beeinflussten Monismus. Die Frage, ob „wir“ noch Christen seien, beantwortete er offen mit „Nein“. Eine sich auf das als gesetzhaft funktionierend verstandene Universum richtende Religiosität sah Strauß zwar für sich nicht, hielt sie aber für eine legitime Alternative zum christlichen Glauben an Gott. Die Frage also, ob wir noch Religion haben, lässt er gewissermaßen offen:

„Fragt man uns daher schließlich, ob wir noch Religion haben, so wird unsere Antwort nicht die rundweg verneinende sein, wie in einem früheren Falle, sondern wir werden sagen: ja oder nein, je nachdem man es verstehen will.“

„Manches spricht dafür, dass wir noch Religion haben, manches dagegen. Dafür spricht z. B., dass wir uns immer noch unbedingt abhängig fühlen – unabhängig davon, ob wir von Gott oder vom Universum reden. Aber wir fühlen uns nicht nur abhängig, sondern auch frei – das Gefühl ist eine Mischung aus Stolz und Demut, Freude und Ergebung. Eindeutig dagegen spricht, dass wir keinen Kult mehr haben und die Welt auch nicht mehr als ‚Werk einer absolut vernünftigen und guten Persönlichkeit‘ ansehen.“

Daher bedauert Strauß es auch nicht, von der Kirche abgekommen zu sein. Denn mit der Kirche hat er Unglaubhaftes und Widersprüchliches hinter sich gelassen. Ihm fehlt auch nichts, aber er sieht trotzdem noch Bedarf, eine entkirchlichte Weltsicht zu profilieren. Es muss eine Ethik entworfen werden, die unabhängig von übermenschlicher Offenbarung ist. Die neue Weltanschauung muss im Gegensatz dazu eher auf dem „erkannten Wesen des Menschen“ aufbauen. Damit sind auch Gedanken der Säkularisierung angesprochen. Strauß spricht von dem „naturgemäße[n] Streben unserer Zeit, das Band zwischen Staat und Kirche zu lockern“.
Kurz vor seinem Tod am 8. Februar 1874 in Ludwigsburg erregte Strauß noch einmal Aufsehen. Er wurde vom jungen Friedrich Nietzsche in dessen erster Unzeitgemäßer Betrachtung scharf angegriffen und als deutscher „Bildungsphilister“ bezeichnet, der intellektuellen Radikalismus zur Schau stellt, dabei aber stets die konventionelle Moral intakt lässt (siehe Literatur). Für Karl Marx war Strauß der bürgerliche Ideologe schlechthin, der versuchte, die christlich-sentimentale Ethik und die Praktiken des Kapitalismus in einem einzigen Paket zu vereinen. Der Historiker Franz Mehring schrieb in einer Kurzbiographie über Strauß:

„(Das Leben Jesu) war sozusagen der erste Kanonenschuss, der auf ein Heer abgefeuert wurde, das nur mit feudalen Speeren und Spießen kämpfen konnte; von diesem Schuss zitterten der romantischen Reaktion alle Glieder, und wie sehr sie dabei vom Instinkt der Selbsterhaltung beseelt war, bewies die Kanonade, die nunmehr anhub und bald nicht nur über das religiöse Gebiet, sondern auch das politische und soziale Gebiet fegte.“

Strauß’ Gesammelte Schriften wurden von Zeller in elf Bänden herausgegeben (Bonn 1876–1878). Ein zwölfter Band, Poetisches Gedenkbuch, enthielt dann die Gedichte des Jugendfreundes von Eduard Mörike. Die Miniaturbilder wurden später veröffentlicht.

## Andenken

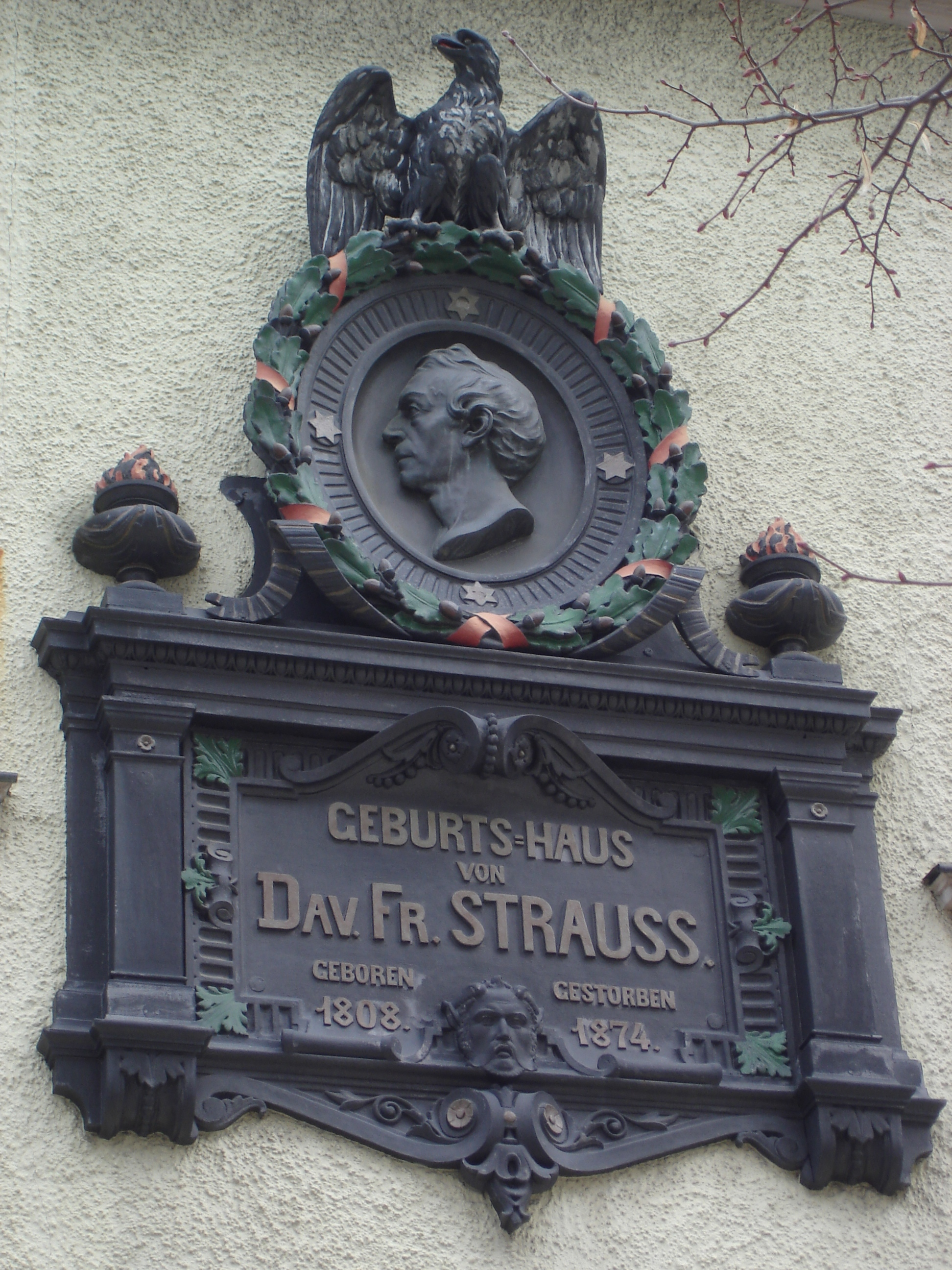
Gedenktafel am Geburtshaus in Ludwigsburg

- An Strauß’ Geburtshaus in der Marstallstraße 1 wurde 1883 eine von Bildhauer Paul Müller modellierte Gedenktafel mit seinen Lebensdaten angebracht.
- Sein Grab befindet sich bis heute auf dem Alten Friedhof.
- Die nordöstliche Seite des Obelisken auf dem Ludwigsburger Holzmarkt ist Strauß gewidmet und zeigt sein Profil in einem Relief sowie seine Lebensdaten.
- Im Schlosspark steht unweit der Emichsburg ein Pavillon mit seiner Büste. Das Denkmal wurde 1910 nach Plänen von Paul Bonatz errichtet, die Büste stammt von Ludwig Habich.